# Funambulini
Funambulini – monotypowe plemię ssaków z podrodziny wiewiórczaków (Callosciurinae) w obrębie rodziny wiewiórkowatych (Sciuridae).

## Rozmieszczenie geograficzne
Plemię obejmuje gatunki występujące na subkontynencie indyjskim. Jedynie gatunek F. pennantii występuje dalej na północy w Iranie, Nepalu, oraz Pakistanie.

## Morfologia
Długość ciała (bez ogona) 110–160 mm, długość ogona 94–168 mm; masa ciała 44,1–168 g.

## Systematyka
Plemię (w randze podrodziny) wyodrębnił w 1923 roku brytyjski zoolog Reginald Innes Pocock w artykule zatytułowanym Klasyfikacja Scinriae, opublikowanym w czasopiśmie „Proceedings of the Zoological Society of London”. Rodzaj Funambulus zdefiniował w 1832 roku francuski zoolog René Lesson w publikacji swojego autorstwa o tytule Ilustracje zoologiczne, czyli kolekcja postaci zwierząt malowanych z natury. Lesson nie wyznaczył gatunku typowego; gatunkiem typowym jest (późniejsze oznaczenie) pasecznik palmowy (F. palmarum). 

### Etymologia
- Funambulus: łac. funambulus ‘akrobata, balansista, ekwilibrysta’[13].
- Palmista: fr. palmiste ‘mieszkaniec palm’[14]. Gatunek typowy: Gray wymienił kilka gatunków – Sciurus layardi E. Blyth, 1849, Sciurus palmarum Linnaeus, 1766, Sciurus penicillatus Leach, 1814 (= Sciurus palmarum Linnaeus, 1766) i Sciurus sublineatus G.R. Waterhouse, 1838 – nie wskazując gatunku typowego; gatunkiem typowym jest (późniejsze oznacznie)[12] Sciurus palmarum Linnaeus, 1776[12].
- Tamiodes: rodzaj Tamias Illiger, 1811 (pręgowiec); -οιδης -oidēs ‘przypominający’[5]. Gatunek typowy (oznaczenie monotypowe): Sciurus tristriatus G.R. Waterhouse, 1837.
- Prasadsciurus: Malur R. Narasimha Prasad (1923–1928), hinduski endokrynolog, znany z badań w dziedzinie fizjologii rozrodu i regulacji płodności; rodzaj Sciurus Linnaeus, 1758 (wiewiórka)[6]. Gatunek typowy (oryginalne oznaczenie): Funambulus pennantii Wroughton, 1905.

### Podział systematyczny
Do plemienia należy jeden rodzaj z następującymi gatunkami zgrupowanymi w dwóch podrodzajach:
| Podrodzaj     | Grafika | Gatunek                | Autor i rok opisu               | Nazwa zwyczajowa      | Podgatunki         | Rozmieszczenie geograficzne | Podstawowe wymiary                                | Status IUCN |
| ------------- | ------- | ---------------------- | ------------------------------- | --------------------- | ------------------ | --- | ------------------------------------------------- | ----------- |
| Prasadsciurus |         | Funambulus pennantii   | Wroughton, 1905                 | pasecznik pięciopręgi | 2 podgatunki       | skrajnie południowo-wschodni Iran, wschodni Pakistan, Indie, południowy Nepal i zachodni Bangladesz; introdukowany w Australii, Izraelu i na Andamanach; zakres wysokości: 0–4000 m n.p.m. | DC: 13,4–15,5 cm DO: 13–13,5 cm MC: 95–103 g      | LC          |
| Funambulus    |         | Funambulus sublineatus | (G.R. Waterhouse, 1838)         | pasecznik ciemny      | gatunek monotypowy | endemit Indii: południowe Ghaty Zachodnie; zakres wysokości: 39–1966 m n.p.m. | DC: 11–13 cm DO: 9,8–13,5 cm >MC: około 42 g      | VU          |
| Funambulus    |         | Funambulus obscurus    | (von Pelzeln & F.F. Kohl, 1886) |                       | gatunek monotypowy | endemit Sri Lanki: fragmentarycznie w lasach centralnej i południowo-zachodniej części; zakres wysokości: 0–2135 m n.p.m.                                                                  | DC: 10–13,1 cm DO: 7,9–12,2 cm MC: około 70 g     | VU          |
| Funambulus    |         | Funambulus layardi     | (E. Blyth, 1849)                | pasecznik drawidyjski | gatunek monotypowy | endemit Sri Lanki: fragmentarycznie w lasach centralnej i południowo-zachodniej części; | DC: 14,4–15,4 cm DO: 15,8–16,8 cm MC: około 168 g | VU          |
| Funambulus    |         | Funambulus palmarum    | (Linnaeus, 1766)                | pasecznik palmowy     | 3 podgatunki       | Indie (do około 20–24° szerokości geograficznej północnej) i Sri Lanka; zakres wysokości: do 1370 m n.p.m.                                                                                 | DC: 14,7–14,9 cm DO: 14,8–15,8 cm MC: 99–117 g    | LC          |
| Funambulus    |         | Funambulus tristriatus | (G.R. Waterhouse, 1837)         | pasecznik trójpręgi   | 2 podgatunki       | endemit Indii: zachodnie wybrzeża (do 20° szerokości geograficznej północnej); zakres wysokości: 700–2100 m n.p.m.                                                                         | DC: 15,9–16 cm DO: 13,9–14,3 cm MC: około 139 g   | LC          |

Kategorie IUCN:  LC  – gatunek najmniejszej troski,  VU  – gatunek narażony.